# Руан
Руан (фр. Rouen) је лучки град на северозападу Француске. Град лежи на реци Сена. Седиште је департмана Приморска Сена и региона Горња Нормандија. По подацима из 2006. године број становника у месту је био 107.904.

## Историја
Први остаци људских насеља на овом подручју потичу из времена 9 до 6 хиљада година пре наше ере.
Око године 100. нове ере, Римљани су основали град Ротомагус на месту данашњег Руана. Од 4. века, град је био седиште бискупа (први бискуп био је Св. Виктрис 385—410).
Године 841, Викинзи су по први пут упали у град. 
Судећи по хроникама из времена викиншких инвазија, 911. град је постао престоница Нормандијског војводства. Енглеску је 1066. освојио нормандијски војвода Вилијам Освајач.
Трупе француског краља Филипа II су освојиле Руан 1204.
19. јануара 1419, за време Стогодишњег рата, краљ Енглеске Хенри V је освојио Руан и целу Нормандију. Јованка Орлеанка је спаљена на ломачи у Руану 30. маја 1431.
Карло VII је 1449. поново освојио Руан за Француску.
Железничка пруга од Париза до Руана је отворена 1843.
За време Француско-пруског рата Руан је окупирала војска пруске (од децембра 1870. до јуна 1871).
У Другом светском рату Руан је од јуна 1940. до августа 1944. био под немачком окупацијом. Град је у овом периоду тешко бомбардован, нарочито мостови на Сени и железничка станица.

## Географија

### Клима
| Клима (Руан)                | Клима (Руан) | Клима (Руан) | Клима (Руан) | Клима (Руан) | Клима (Руан) | Клима (Руан) | Клима (Руан) | Клима (Руан) | Клима (Руан) | Клима (Руан) | Клима (Руан) | Клима (Руан) | Клима (Руан)   |
| Показатељ \ Месец           | .Јан.        | .Феб.        | .Мар.        | .Апр.        | .Мај.        | .Јун.        | .Јул.        | .Авг.        | .Сеп.        | .Окт.        | .Нов.        | .Дец.        | .Год.          |
| --------------------------- | ------------ | ------------ | ------------ | ------------ | ------------ | ------------ | ------------ | ------------ | ------------ | ------------ | ------------ | ------------ | -------------- |
| Апсолутни максимум, °C (°F) | 14,4 (57,9)  | 18,9 (66)    | 21,9 (71,4)  | 25,6 (78,1)  | 30 (86)      | 34,2 (93,6)  | 34,4 (93,9)  | 38,1 (100,6) | 30,3 (86,5)  | 28,0 (82,4)  | 18,2 (64,8)  | 15 (59)      | 38,1 (100,6)   |
| Средњи максимум, °C (°F)    | 5,8 (42,4)   | 6,6 (43,9)   | 12,9 (55,2)  | 18,8 (65,8)  | 19,8 (67,6)  | 20,6 (69,1)  | 26,1 (79)    | 24,0 (75,2)  | 19 (66)      | 14,6 (58,3)  | 9,4 (48,9)   | 6,5 (43,7)   | 13,7 (56,7)    |
| Просек, °C (°F)             | 3,3 (37,9)   | 3,6 (38,5)   | 5,9 (42,6)   | 8,2 (46,8)   | 12 (54)      | 14,8 (58,6)  | 17,1 (62,8)  | 17 (63)      | 14,5 (58,1)  | 10,9 (51,6)  | 6,4 (43,5)   | 4,1 (39,4)   | 9,8 (49,6)     |
| Средњи минимум, °C (°F)     | 0,8 (33,4)   | 0,6 (33,1)   | 2,2 (36)     | 3,9 (39)     | 7,4 (45,3)   | 10,2 (50,4)  | 12,2 (54)    | 12 (54)      | 10 (50)      | 7,3 (45,1)   | 3,4 (38,1)   | 1,6 (34,9)   | 6 (43)         |
| Апсолутни минимум, °C (°F)  | −17,1 (1,2)  | −15,8 (3,6)  | −10,4 (13,3) | −5 (23)      | −3 (27)      | 0,1 (32,2)   | 3,6 (38,5)   | 5 (41)       | 1 (34)       | −3,2 (26,2)  | −9,7 (14,5)  | −10,5 (13,1) | −17,1 (1,2)    |
| Количина падавина, mm (in)  | 71,2 (28,03) | 58,5 (23,03) | 69,2 (27,24) | 50 (19,7)    | 72,2 (28,43) | 58,7 (23,11) | 59,9 (23,58) | 54 (21,3)    | 65,2 (25,67) | 97,1 (38,23) | 83,3 (32,8)  | 76,1 (29,96) | 815,4 (321,02) |
| [ тражи се извор ]          |              |              |              |              |              |              |              |              |              |              |              |              |                |

## Демографија
| 1962.   | 1968.   | 1975.   | 1982.   | 1990.   | 1999.   | 2006.   | 2011.   |
| ------- | ------- | ------- | ------- | ------- | ------- | ------- | ------- |
| 120.857 | 120.471 | 114.834 | 101.945 | 102.723 | 106.592 | 107.904 | 111.553 |

## Знаменитости
Виктор Иго је називао Руан „Градом стотину црквених торњева“. Многе грађевине су уништене бомбардовањем у Другом светском рату. 
- Импозантна готичка базилика Сен-Уен (дугачка 130 m).
- Готичка Катедрала у Руану, која је била инспирација Клоду Монеу. Њен звоник је висок 151 m.
- Палата правде (Le Palais de Justice) је највећа европска готичка профана грађевина.
- Велики астрономски сат (Le Gros Horloge) из 14. века.
- Кула Јованке Орлеанке

## Познате личности
- Франсоа Оланд, бивши председник Француске
- Жак Анкетиј, петоструки победник бициклистичке трке Тур де Франс
- Самуел Бошар, теолог, оријенталист и географ
- Бернар ле Бовије де Фонтенел, писац
- Рене Робер Кавелије, истраживач, први открио Луизијану
- Пјер Корнеј, писац
- Пјер Луј Дулонг, физичар и хемичар
- Марсел Дипре, композитор и оргуљаш
- Гистав Флобер, писац
- Теодор Жерико, сликар
- Жан Жувене, француски сликар класицизма
- Морис Леблан, писац (творац прича о Арсену Лупену)
- Шарл Жил Анри Никол, лекар, добитник Нобелове награде
- Жак Ривет, француски режисер („Нови талас“)
- Давид Трезеге, фудбалер
- Карин Вијар, француска глумица

## Лука
Руан се налази на стратешком положају између Париза и Атлантика. Лука је удаљена око 80 километара од ушћа Сене, што представља око 6 сати пловидбе. Град је истовремено и речна и морска лука. Луци могу да приђу бродови максималне носивости од 150.000 тона.
Руан је 28. лука Европе (по количини транспортоване робе), и пета лука Француске. То је највећа лука Европе за транспорт жита, и највећа француска за транспорт брашна и ђубрива.

## Партнерски градови
- Хановер
- Салерно
- Гдањск
- Норич
- Нингбо
- Carmignano
- Чеџу
- Вејхерово
- Кобленц